# Steffen Laube
Steffen Laube (* 1961 in Karlsruhe) ist ein deutscher Theater- und Fernsehschauspieler.

## Leben
Steffen Laube besuchte von 1979 bis 1982 die Badische Schauspielschule Karlsruhe. In den 1990er Jahren hatte er Engagements am Staatstheater Kassel (1986–1991) und Schauspiel Bonn (1991–2003) und spielte unter anderem den Romeo in Romeo und Julia, Clitandre in Der Menschenfeind (1994), Ferdinand in Kabale und Liebe und Leonce in Leonce und Lena. Es folgten Stücke unter anderem in Bonn, Köln und München.
Parallel dazu spielte er 1995 in sieben Folgen der Fernseh−Seifenoper Verbotene Liebe mit; es folgten Episodenauftritte u. a. in der Lindenstraße (2002), Alarm für Cobra 11 – Die Autobahnpolizei (2009) und Wilsberg. 2017 bis 2023 verkörperte er den Arzt Dr. Bernhard Bach in der RTL-Daily Soap Alles was zählt.

## Filmografie (Auswahl)
- 1985: Tatort: Miese Tricks
- 1986: Meier
- 1994: Schwarz greift ein (eine Folge)
- 1995: Verbotene Liebe (sieben Folgen)
- 1996: SK-Babies (eine Folge)
- 1997: Stadtklinik (eine Folge)
- 2001: Die Wache (eine Folge)
- 2002: Lindenstraße (eine Folge)
- 2003: SK Kölsch (eine Folge)
- 2009: Alarm für Cobra 11 – Die Autobahnpolizei (eine Folge)
- 2012: Wilsberg (zwei Folgen)
- 2015: In Gefahr – Ein verhängnisvoller Moment (eine Folge)
- 2017–2023: Alles was zählt (70 Folgen)
- 2019: Marie Brand und das Spiel mit dem Glück
- 2019: Martina Hill Show

## Auszeichnung
- 2014: Monica-Bleibtreu-Preis (Kategorie „Komödie“) für Achtung Deutsch